# Pimpla carinifrons
Pimpla carinifrons är en stekelart som beskrevs av Cameron 1899. Pimpla carinifrons ingår i släktet Pimpla och familjen brokparasitsteklar. Inga underarter finns listade i Catalogue of Life.